# Debby Mansveld
Debby Mansveld (Hoogezand-Sappemeer, 21 december 1972) is een voormalige Nederlandse wielrenster. Mansveld was actief in het wegwielrennen, baanwielrennen en veldrijden.

## Carrière

### Wegwielrennen
Mansveld heeft Nederland twee keer vertegenwoordigd op het Wereldkampioenschap wegwielrennen, in 1997 werd ze 7e en in 2002 22e. Haar grootste overwinningen waren de eerste Amstel Gold Race in 2001 en de Holland Ladies Tour in 2002.

### Veldrijden
Mansveld heeft Nederland drie keer vertegenwoordigd op het Wereldkampioenschap veldrijden, in 2001 werd ze 8e, in 2002 14e en in 2003 17e. Ze won de veldritten van Diegem in 2000 en van Surhuisterveen in 2002.

### Baanwielrennen
Mansveld won de Nederlandse titel op de 500 meter tijdrit in 1999 en 2000.

## Palmares

### Wegwielrennen
1994
- 1e Berkel
- 3e Veenendaal-Veenendaal
- 1e Uden

1995
- 1e Berkel
- 1e Parel van de Veluwe
- 1e Van Leuven Lady Trofee
- 2e Theo Koomen Plaquette
- 3e Flevotour
- 1e Tjejtrampet

1996
- 1e Parel van de Veluwe
- 1e in 2e etappe Ster van Zeeland
- 1e Eindklassement Ster van Zeeland
- 3e Theo Koomen Plaquette
- 1e VKS Tour
- 1e Uden

1997
- 1e in 1e etappe Ster van Zeeland
- 2e Eindklassement Ster van Zeeland
- 3e Rund um Straelen
- 1e Ronde rond het Ronostrand
- 2e Theo Koomen Plaquette
- 1e Wageningen
- 1e VKS Tour
- 8e Wereldkampioenschap op de weg

1998
- 2e Haak Voorjaarsrace
- 1e Proloog Greenery International
- 1e in 1e etappe Greenery International
- 1e Eindklassement Greenery International
- 1e in 2e etappe GP Boekel
- 2e Eindklassement GP Boekel
- 1e Zevenbergen

1999
- 1e Parel van de Veluwe
- 1e in 1e etappe RaboSter Zeeuwsche Eilanden
- 2e Eindklassement RaboSter Zeeuwsche Eilanden
- 1e in 4e etappe Ster van Zeeland
- 3e Eindklassement Ster van Zeeland
- 1e in 4e etappe Greenery International

2000
- 1e in 13e etappe Ronde van Italië voor vrouwen
- 2e ronde van het Ronostrand
- 1e Veenendaal-Veenendaal
- 2e Flevotour
- 1e Ochten
- 1e Boxmeer

2001
- 3e Eindklassement Holland Ladies Tour
- 1e Amstel Gold Race
- 1e Le Critérium International Féminin De Lachine
- 1e in 1e etappe Tour de Bretagne
- 1e in 2e etappe Tour de Bretagne
- 1e in 7e etappe Tour de Bretagne
- 3e Liberty Classic
- 2e Rotterdam Tour
- 1e Steenbergen
- 1e Geldrop
- 1e Ochten
- 5e in Eindklassement UCI Road Women World Cup

2002
- 1e in 2e etappe GP Boekel
- 1e in 1e etappe Holland Ladies Tour
- 1e in 4e etappe Holland Ladies Tour
- 1e in 6e etappe Holland Ladies Tour
- 1e Eindklassement Holland Ladies Tour
- 1e in Flevotour (gelijk met Yvonne Brunen)
- 3e Rotterdam Tour
- 1e Berkel
- 1e Ochten
- 1e Lage Zwaluwe
- 13e in Eindklassement UCI Road Women World Cup
- 22e Wereldkampioenschap op de weg

2003
- 1e Parel van de Veluwe
- 2e Flevotour
- 3e Ronde van het Ronostrand
- 1e in 2e etappe RaboSter Zeeuwsche Eilanden
- 1e Pijnacker

2004
- 1e in 2e etappe RaboSter Zeeuwsche Eilanden
- 1e in 3e etappe deel b RaboSter Zeeuwsche Eilanden
- 1e in 2e etappe GP Boekel
- 3e Eindklassement GP Boekel
- 1e in 1e etappe deel a Holland Ladies Tour
- 11e in Eindklassement UCI Road Women World Cup

2005
- 1e Belsele
- 1e in 1e etappe Grande Boucle Féminine Internationale
- 1e Veurne-Bulskamp
- 1e in Willebroek

2006
- 1e Hoogstraten
- 1e Temse
- 1e De Pinte
- 1e Olen

### Veldrijden
2000
- 2e Cyclocross Gieten
- 3e Cyclocross Asper-Gavere
- 2e Cyclocross Sint-Michielsgestel
- 1e Cyclocross Diegem

2001
- Nederlands kampioenschap veldrijden
- 8e Wereldkampioenschap
- 3e Cyclocross Gieten
- 2e Cyclocross Sint-Michielsgestel
- 3e Cyclocross Wortegem-Petegem
- 2e Druivencross Overijsse

2002
- Nederlands kampioenschap veldrijden
- 14e Wereldkampioenschap
- 1e Centrumcross Surhuisterveen
- 2e Cyclocross Wetzikon
- 2e Cyclocross Heerlen
- 2e Cyclocross Moergestel

2003
- 17e Wereldkampioenschap
- 3e Cyclocross Milaan

### Baanwielrennen
1993
- Nederlands kampioenschap sprint

1996
- Nederlands kampioenschap 500m tijdrit
- Nederlands kampioenschap puntenkoers
- Nederlands kampioenschap sprint

1997
- Nederlands kampioenschap 500m tijdrit

1998
- Nederlands kampioenschap 500m tijdrit
- Nederlands kampioenschap puntenkoers

1999
- Europees kampioenschap Omnium
- Nederlands kampioenschap 500m tijdrit
- Nederlands kampioenschap puntenkoers

2000
- Nederlands kampioenschap 500m tijdrit
- Nederlands kampioenschap achtervolging
- Nederlands kampioenschap puntenkoers